# Louka u Litvínova
Louka u Litvínova  (németül Wiese) település Csehországban, a Mosti járásban. Lakosainak száma 745 fő (2024. január 1.).

## Fekvése
Louka u Litvínova Litvínov, Mariánské Radčice és Lom településekkel határos.

## Népesség
A település lakosságának változását az alábbi diagram mutatja:
| Lakosok száma | 357  | 1970 | 1970 | 1552 | 1013 | 681  | 711  | 709  | 663  | 745  |
|               | 1869 | 1900 | 1921 | 1961 | 1980 | 2011 | 2016 | 2019 | 2021 | 2024 |